# Cryptic Process
Cryptic Process est un groupe français de brutal death metal fondé en 2020. Composé de deux membres, il se distingue par une musique violente et directe, inspirée de death métal technique, du grindcore et de légères notes de slam. Le groupe est reconnu pour son approche DIY et a sorti son premier album, Human Snack, en 2023.

## Historique
Cryptic Process voit le jour en 2020. Il est composé d’Ugo (guitare et programmation de batterie) et Damien (chant), deux musiciens français souhaitant créer un projet brutal, indépendant et sans compromis. Le duo compose, enregistre et produit l'intégralité de sa musique en autonomie.
En août 2023, Cryptic Process enregistre son premier album, intitulé Human Snack. Celui-ci sort le 15 décembre 2023 sous forme de digipack limité à 500 exemplaires, en partenariat avec le label indépendant Crypt of Dr. Gore et le label Drowning in Chaos Records.
Le premier concert a lieu à Saint-Omer, suivi le 4 mai 2024 au Cirque Électrique à Paris, avec notamment le groupe Inhumate.

## Style musical
Cryptic Process développe un style de brutal death metal teinté de grindcore, caractérisé par une intensité sonore extrême, des riffs tranchants, des rythmiques rapides et des vocaux allant du growl profond au pig squeal. Le groupe alterne les textes en anglais et en français, explorant des thèmes comme la violence sociale, le nihilisme, la science-fiction et la manipulation biologique.

## Discographie
- Human Snack (2023, Crypt of Dr. Gore)

## Réception critique
L’album Human Snack reçoit un accueil positif dans la presse spécialisée. Le webzine The Metal Crypt le décrit comme « un mélange efficace de brutalité et de structure », avec une note de 4/5.
Thrashocore accorde une note de 7,5/10, saluant « une œuvre cohérente et radicale », mentionnant également leur première prestation live à Paris.
Dans sa chronique, Radio Grand "R" souligne que « Cryptic Process déroule un album d’une violence extrême qui ne laisse aucune place à la respiration naturelle », et compare les guitares d’Ugo à un scalpel chirurgical.
Enfin, Deadly Storm Zine parle d’« un univers nihiliste et brutal », saluant à la fois le son, les visuels et l'énergie du duo.

## Membres
- Damien – chant
- Ugo – guitare, programmation